# أنطونيو دي لاروا
أنطونيو دي لا روا بيرتيني (من مواليد 7 مارس 1974م) محامٍ أرجنتيني، ونجل الرئيس السابق فرناندو دي لاروا (الذي حكم الأرجنتين من 1999 إلى 2001 م) وإينيس بيرتيني. كان مستشارًا لوالده في عهد والده وأحد رؤساء حملة والده الرئاسية.